# Bella Stella
A Bella Stella a Highland német együttes első nagylemeze. 2000-ben jelent meg.

## Számok
1. "Bella Stella" - 3:53
2. "Solo Tu" - 3:44
3. "Se Tu Vuoi" - 3:48
4. "Veni Vidi Vici" - 3:35
5. "Salva Mi" - 3:39
6. "Tu Con Me" - 3:51
7. "Che Sera" - 3:27
8. "Angelo" - 4:43
9. "Quo Vadis" - 4:20
10. "La Verita" – 4:00
11. "Piano Piano" – 3:53
12. "E Musica" - 3:59

## Közreműködtek
- Nicole Heiland - ének
- Dean Burke - ének, rap
- Patrice Gansau - ének, rap